# Ludwig Drescher
Ludwig Drescher (né le 21 juillet 1881 à Sønderborg au Danemark et mort le 14 juillet 1917 à Copenhague) est un joueur de football international danois, qui évoluait au poste de gardien de but.

## Biographie

### Carrière en sélection
Avec l'équipe du Danemark, il dispute quatre matchs (pour deux buts encaissés) entre 1908 et 1910. Il figure notamment dans le groupe des sélectionnés lors des Jeux olympiques de 1908 et de 1912.

## Palmarès
| KB - Championnat du Danemark (1) : - Champion : 1912-13. |  | Danemark - Jeux olympiques : - Argent : 1908 et 1912. |